# Die Passagierin (Film)
Die Passagierin ist ein polnischer Spielfilm aus dem Jahre 1963 nach dem gleichnamigen Roman der polnischen Autorin Zofia Posmysz.

## Handlung
Das deutsche Ehepaar Liza und Walter fährt mit einem Schiff über den Atlantik. Sie sind ein harmonisches Paar voller Liebe und Zuneigung zueinander, wissen aber nur sehr wenig von ihrer Vergangenheit. In einem Hafen steigt eine Frau hinzu, die Liza sehr bekannt vorkommt. Erinnerungen aus der Kriegszeit werden wieder wach. Liza war im Krieg bei der SS und arbeitete als Aufseherin im KZ Auschwitz-Birkenau. Die Frau, die sie jetzt auf dem Schiff wiedersieht, ist Marta, die Häftling in Auschwitz war. Der Film erzählt in Rückblenden die Geschehnisse in Auschwitz, als Liza als brutale Wärterin Marta quälte. Liza war fest davon überzeugt, dass Marta nicht mehr lebt. In der Gegenwart erzählt sie sich selbst eine irreal erscheinende Gegengeschichte zu den Rückblenden des Films.

## Hintergrund
Die Dreharbeiten zu dem Film begannen 1961. Andrzej Munk hatte gerade die Szenen der Rückblenden in Auschwitz abgedreht und verunglückte bei der Rückkehr mit dem Auto nach Warschau tödlich. Erst zwei Jahre später beendete sein engster Mitarbeiter Witold Lesiewicz den Film, der dennoch eher als Fragment der Arbeit Munks wirkt. Für die polnische Schauspielerin Aleksandra Śląska war es das zweite Mal, dass sie eine deutsche KZ-Aufseherin spielte. Bereits 1948 spielte sie eine solche Rolle in Wanda Jakubowskas Auschwitz-Drama Die letzte Etappe.
Die Oberaufseherin ist Maria Mandl nachempfunden.

## Kritiken
„Das verhalten eindringliche Erinnerungsbild ist der letzte Film von Andrzej Munk. Nach dem tödlichen Unfall des Regisseurs wurde das Werk von Mitarbeitern Munks fertiggestellt.“

## Auszeichnungen
Der Film wurde 1964 bei den Filmfestspielen von Cannes und den Filmfestspielen von Venedig gezeigt. In Cannes erhielt der Film den FIPRESCI-Preis. Andrzej Munk erhielt außerdem eine spezielle Würdigung der Jury für sein Gesamtwerk. In Venedig erhielt er den Preis der italienischen Filmkritik.